# 인민경찰
인민경찰(독일어: Volkspolizei)은 독일 민주공화국의 경찰 기관이다. 서독의 경찰 기관과 달리 인민경찰은 군사 훈련을 받은 장갑차 부대와 포병 부대를 갖추고 있었다.

## 장비

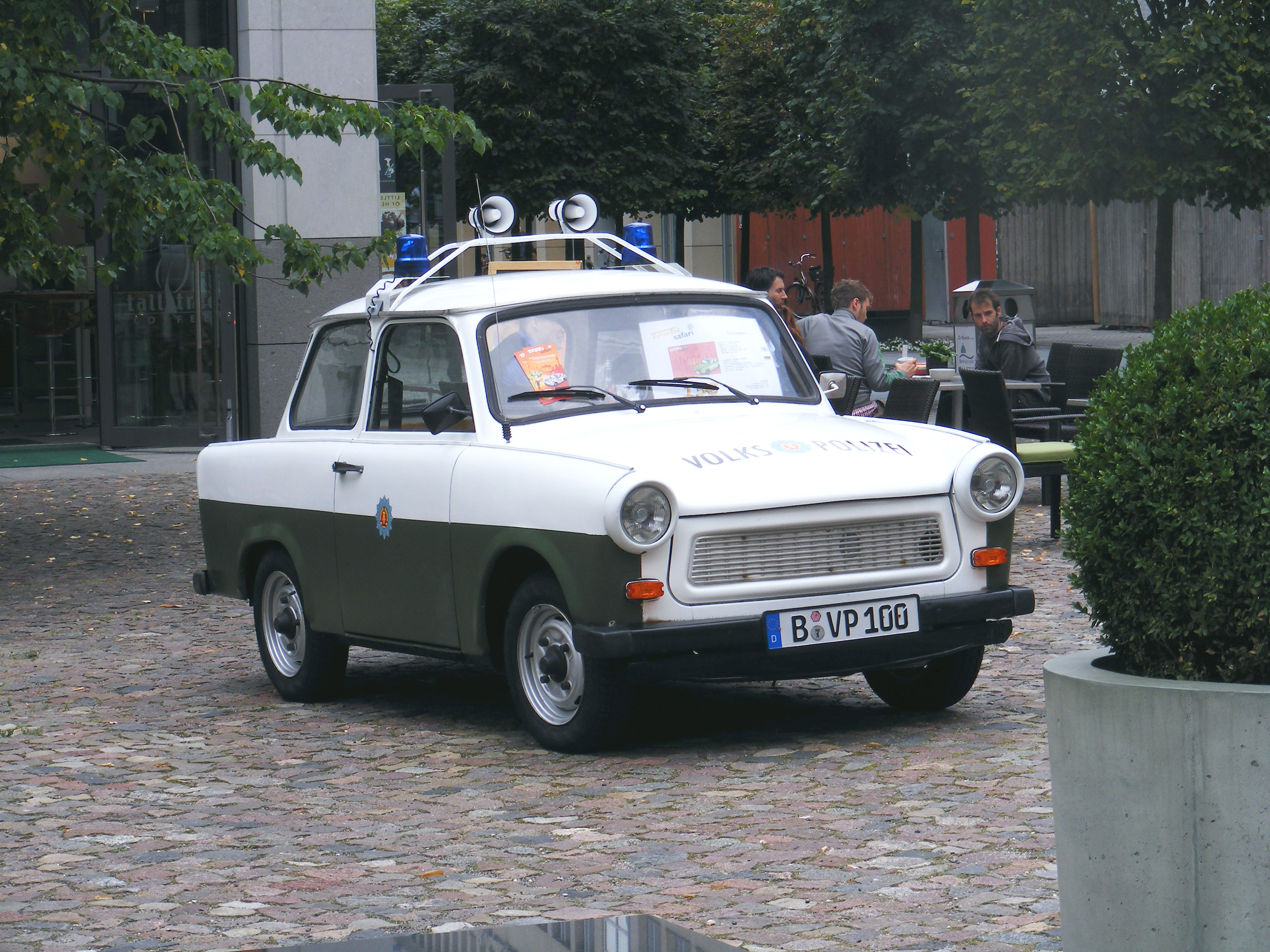
트라반트
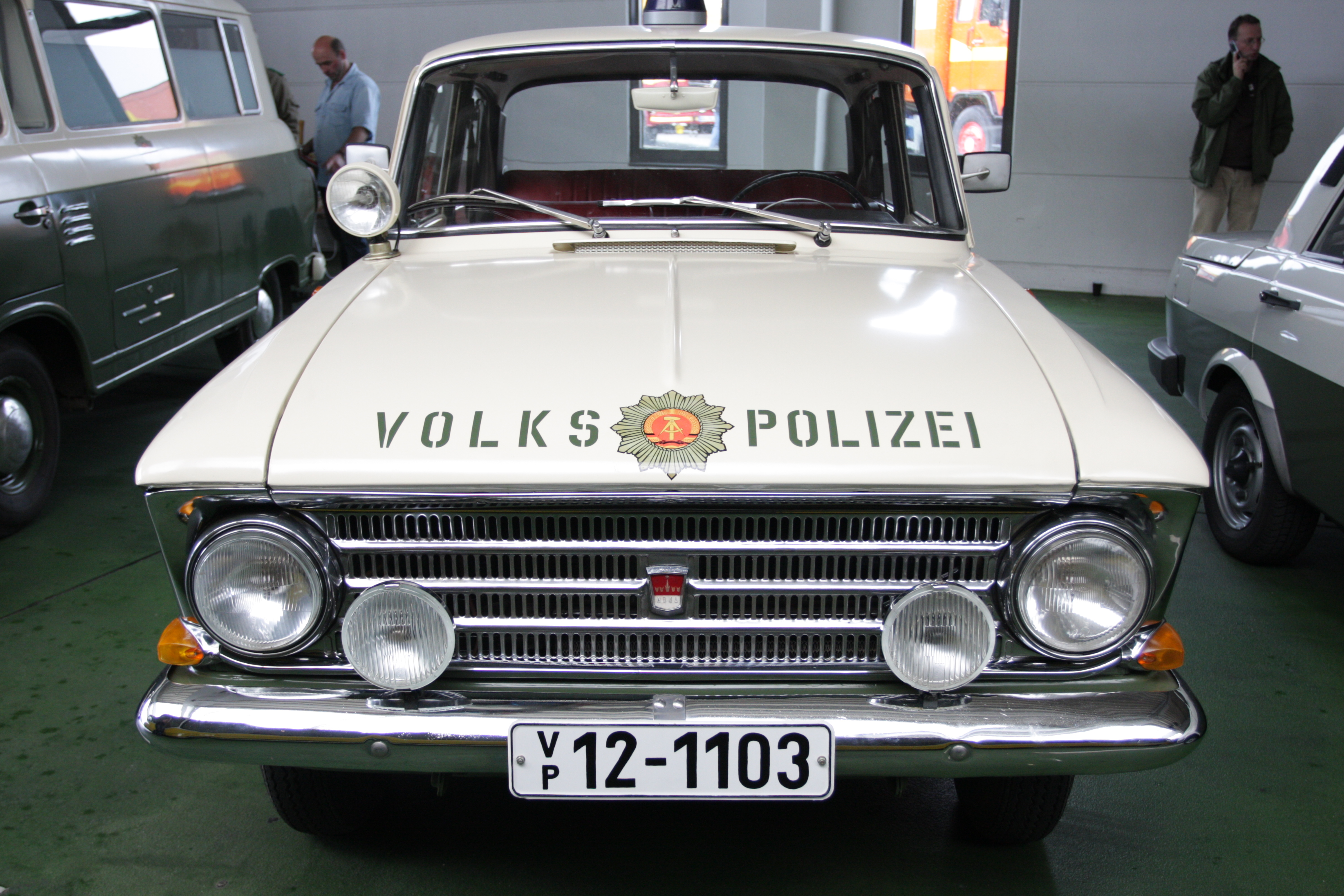
모스크비치 408
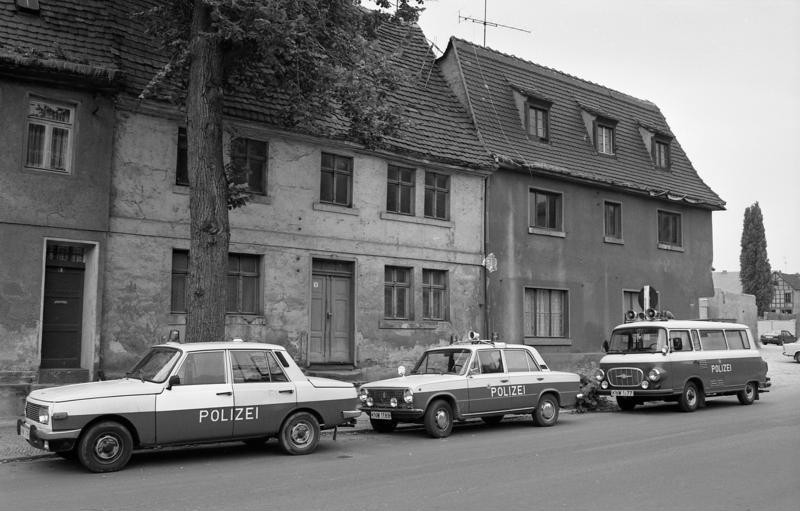
바르트부르크 353, 라다 1200, and 바르카스 (In 연방경찰 markings)
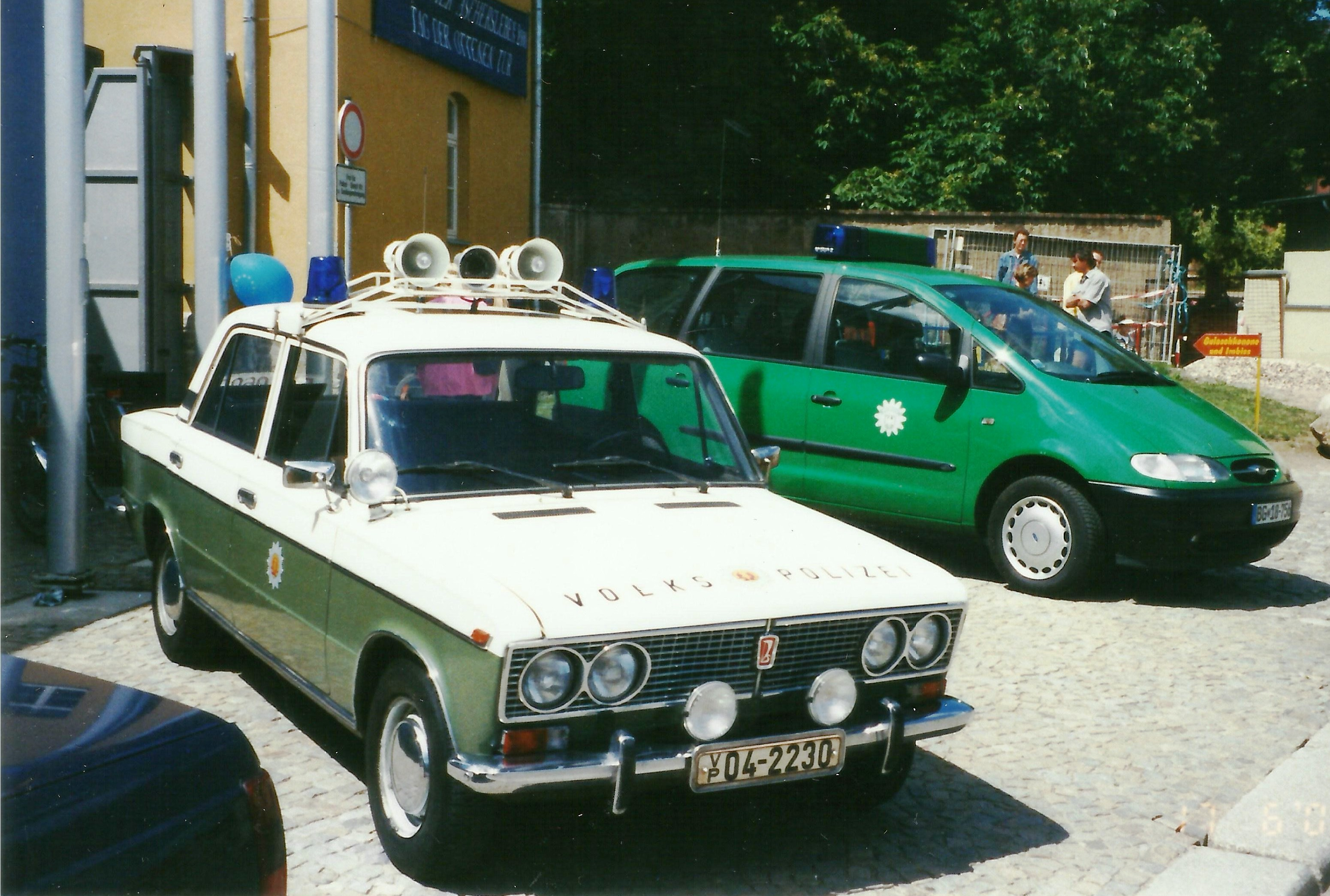
라다 1500
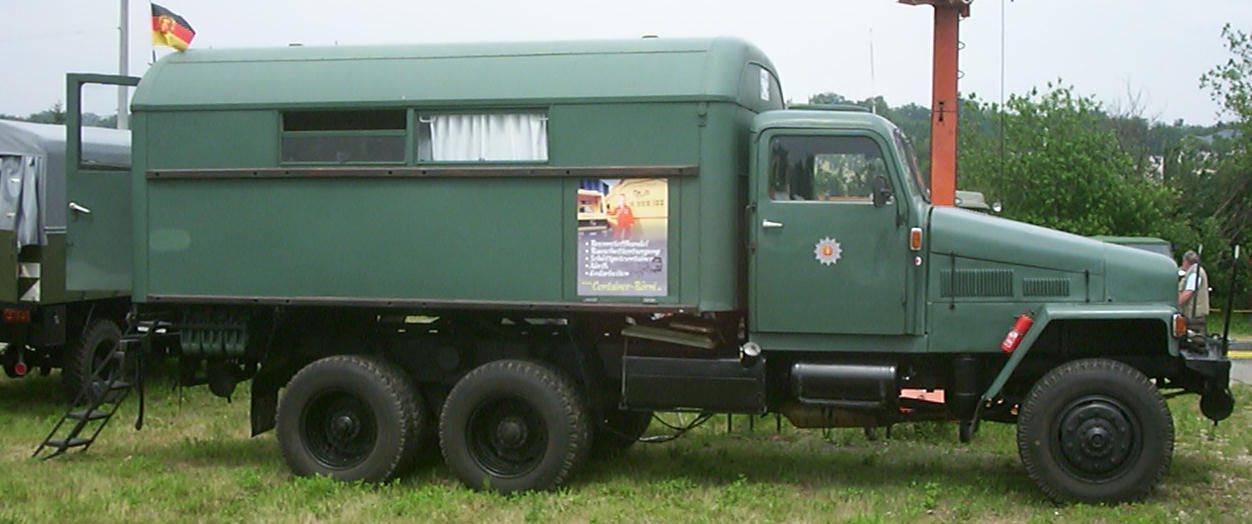
IFA G5 truckbus
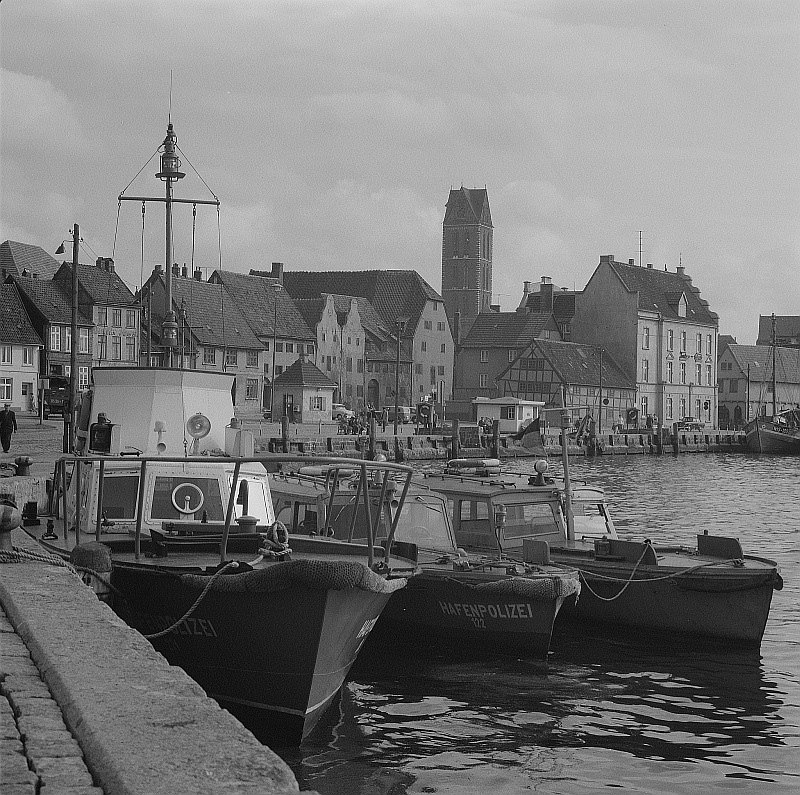
경찰선
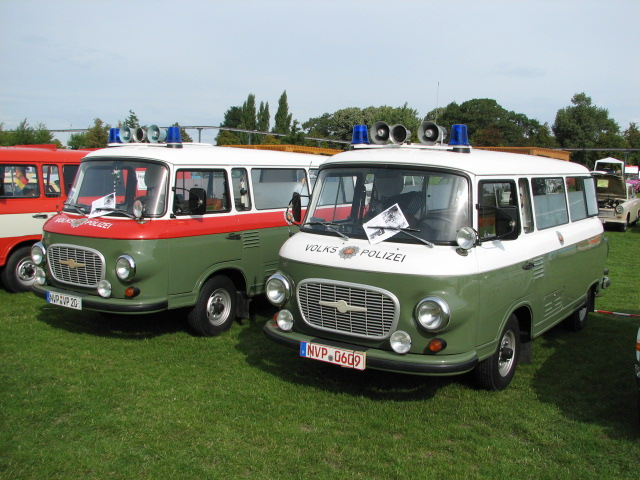
바르카스 B 1000
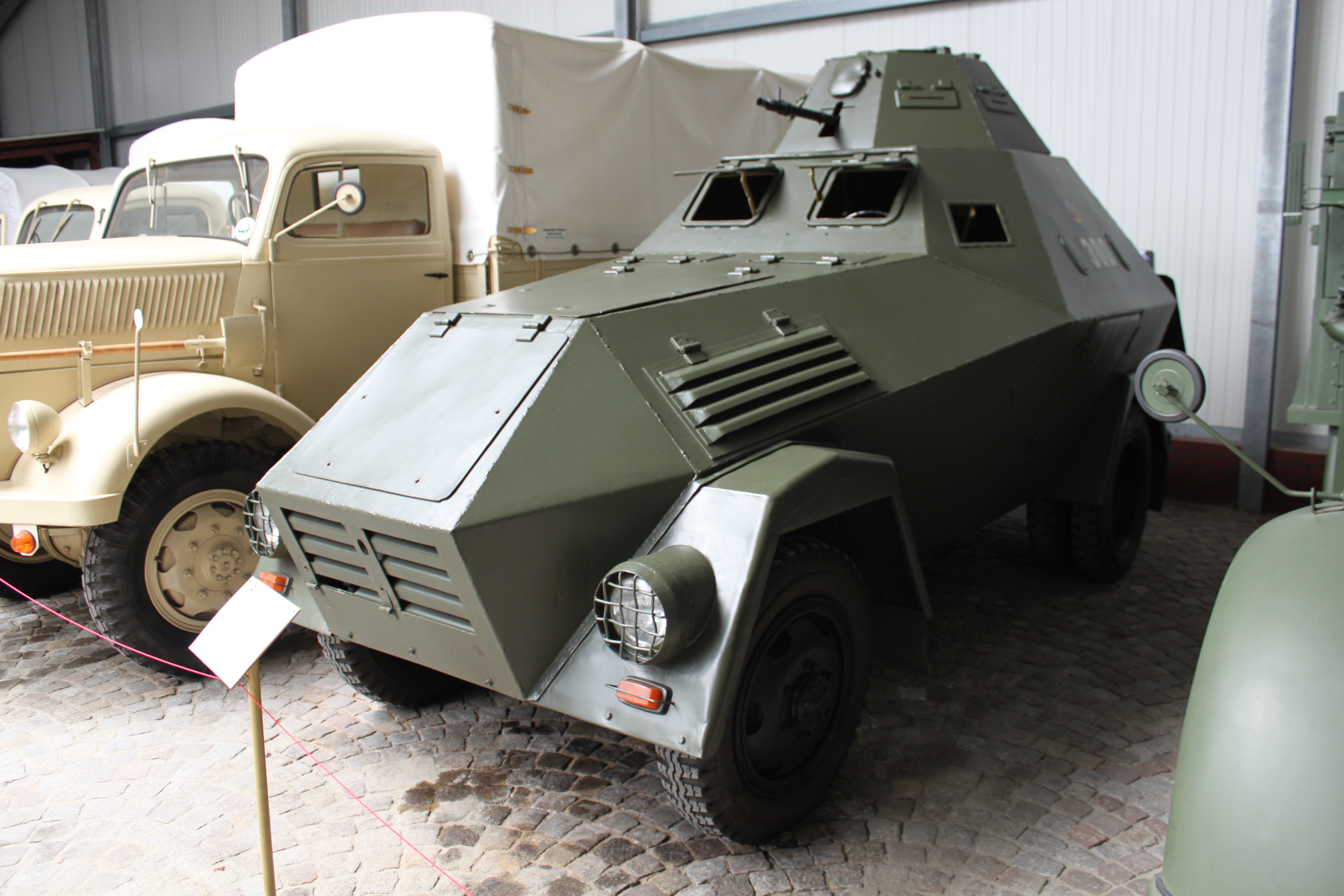
Garant 30k SK-1
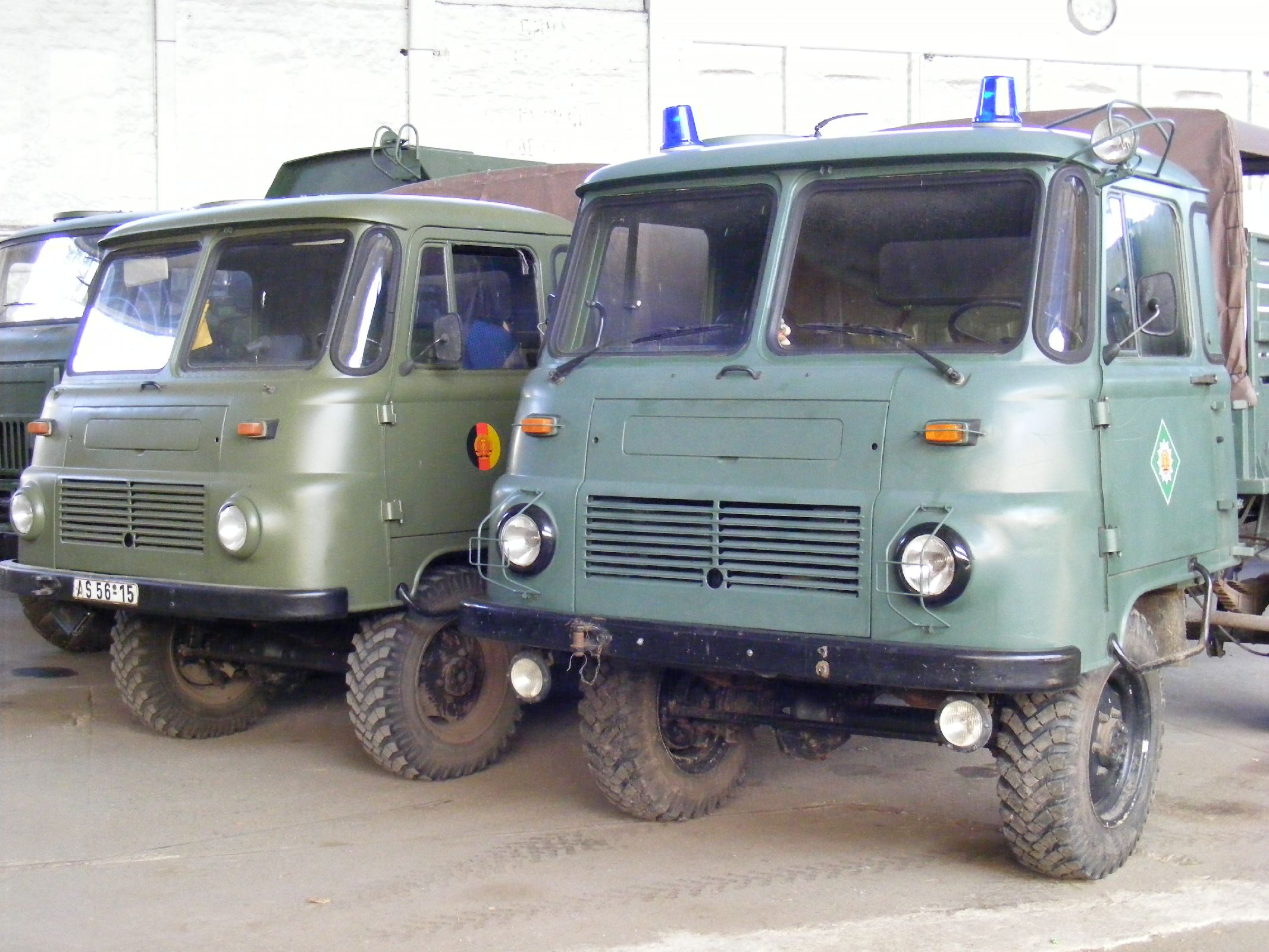
Robur LO 2002 trucks
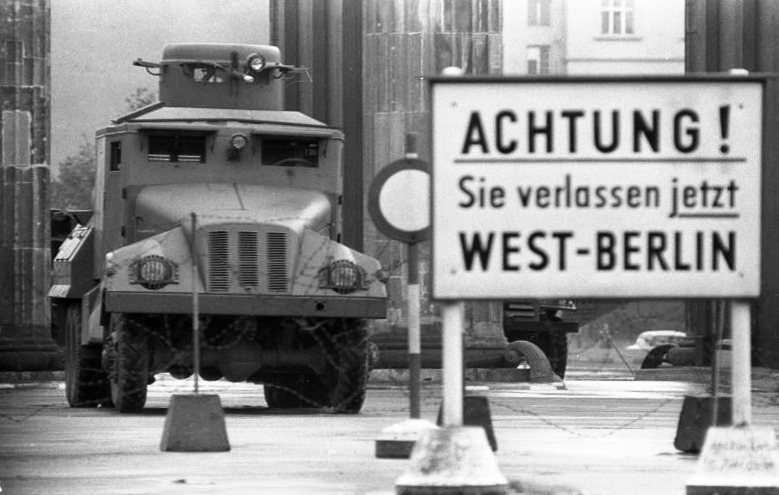
IFA G5 based SK-2 at the Brandenburg Gate during the building of the Berlin Wall.

## 같이 보기
- 동독 국가인민군
- 동독 국경부대
- 슈타지 - 동독의 비밀 경찰 및 대외 첩보 기관.